# Ескуту
Ескуту (фр. Escoutoux) насеље је и општина у централној Француској у региону Оверња, у департману Пиј де Дом која припада префектури Тјер.
По подацима из 2011. године у општини је живело 1325 становника, а густина насељености је износила 48,36 становника/km². Општина се простире на површини од 27,40 km². Налази се на средњој надморској висини од 360 метара (максималној 829 m, а минималној 295 m).

## Демографија
| 1962. | 1968. | 1975. | 1982. | 1990. | 1999. | 2011. |
| ----- | ----- | ----- | ----- | ----- | ----- | ----- |
| 777   | 681   | 680   | 798   | 1.034 | 1.131 | 1.325 |

График промене броја становника у току последњих година